# Neotis
Neotis là một chi chim trong họ Otididae.

## Các loài
- Neotis heuglinii - Ô tác Heuglin, phân bố ở Sừng châu Phi.
- Neotis ludwigii - Ô tác Ludwig, phân bố ở Nam Phi.
- Neotis nuba  - Ô tác Nubia, sinh sống ở Sahel.
- Neotis denhami  - Ô tác Denham, sinh sống ở savan và thảo nguyên từ Mauritania đến Nam Phi.